# Slovenska vas, Brežice
Slovenska vas este o localitate din comuna Brežice, Slovenia, cu o populație de 193 de locuitori.